# What a Hero!
Pour plus de détails, voir Fiche technique et Distribution.
What a Hero! (嘩！英雄, Hua! ying xiong) est une comédie d'action hongkongaise réalisée par Benny Chan et sortie en 1992 à Hong Kong.
Elle totalise 11 534 659 HK$ au box-office.

## Synopsis
Yuen Tak-wah (Andy Lau) pratique le taekwondo depuis son enfance et est aujourd'hui devenu un expert, son meilleur coup étant le coup de pied à 720 degrés. Il intègre ensuite la police et utilise ses compétences pour contribuer à la résolution de plusieurs affaires, ce qui conduit à la jalousie de l'officier Cheung Yeung (Roy Cheung), chef de l'équipe adverse. Celui-ci est également expert en taekwondo et a remporté le championnat de la police de Hong Kong. Lors de la nouvelle édition, les deux rivaux se retrouvent en finale. Au début, Wah est désavantagé jusqu'à ce qu'il utilise son super coup de pied et remporte le championnat, tandis que Cheung admet sa défaite. Par la suite, Wah ouvre une école d'arts martiaux spécialisée dans l'enseignement de son fameux coup de pied, attirant de nombreux jeunes désireux d'apprendre auprès de lui.

## Fiche technique
- Titre original : 嘩！英雄
- Titre international : What a Hero!
- Réalisation : Benny Chan
- Scénario : Ho Tung
- Photographie : Cheng Siu-Keung, Wong Po-man et Patrick Chim
- Montage : Ma Chung-yiu
- Musique : William Hu
- Production : Yuen Kam-lun
- Société de production : Movie Impact et Chun Sing Films
- Société de distribution : Golden Princess Film Production
- Pays d'origine :  Hong Kong
- Langue originale : cantonais
- Format : couleur
- Genre : comédie et action
- Durée : 96 minutes
- Dates de sortie :
  - Taïwan : 4 février 1992
  - Hong Kong : 27 février 1992

## Distribution
- Andy Lau : Yuen Tak-wah
- Maggie Cheung : Lan
- Anthony Wong : Saucer
- Roy Cheung : l'officier Cheung Yeung
- Michael Chan (en) : Oncle Yee
- Nick Cheung : un collègue de Wah
- Paul Chun : le père de Lan
- Meg Lam : la mère de Wah
- Shing Fui-on : le facteur de l'île de Lantau
- Bowie Wu : l'officier Wu
- Benz Kong : un collègue de Wah
- Hsiao Ho (en) : le chef des voleurs du continent
- Chan Chi-fai : le vendeur de drogue
- Kam Seung-yuk : un policier
- Lui Tat : un villageois de Lantau
- Sze Kai-keung : le karatéka de Lantau
- Ho Tung
- Patrick Hon
- Kenny Wong (en) : un policier
- Benny Lam
- Sandy Chan
- Lee Man-kwai
- Anthony Chow
- Chang Sing-kwong
- Leung Sam
- Chow Hin-cheung : un voleur du continent
- Fei Pak as policeman